# Acanthoprasium
Acanthoprasium, maleni biljni rod iz porodice usnača. Sasatoji se od dvije endemske vrste višegodišnjeg bilja u mediteranskim predjelima jugoistočne Francuske i susjedne Italije (A. frutescens) i Cipra (A. integrifolium).
Obje vrste nekada su bile klasificirane u rod Ballota. U Italiji je A. frutescens poznata kao Cimiciotta spinosa, a raste na visinama od do 1500 metara visine, a preferira pukotine vapnenačkih stijena.